# Watling Cars
Watling Cars Ltd. war ein britischer Hersteller von Automobilen.

## Unternehmensgeschichte
Das Unternehmen aus St Albans begann 1959 mit der Produktion von Automobilen. Der Markenname lautete Watling. 1961 endete die Produktion. Insgesamt entstanden etwa 70 Exemplare. Außerdem stellte das Unternehmen Boote und Wohnwagen her.

## Fahrzeuge
Im Angebot standen die Modelle GT und GT Deluxe. Sie sahen wie eine Mischung aus Modellen von TVR, Marcos Cars und dem Jaguar E-Type aus, wobei letzterer erst 1961 erschien. Die Basis bildete ein eigener Leiterrahmen, der mit zwei unterschiedlichen Radständen erhältlich war. Besonderheit war die Einzelradaufhängung. Darauf wurde eine Karosserie aus Fiberglas montiert. Im Angebot standen offene und geschlossene Aufbauten, die wahlweise Platz für zwei oder vier Personen boten. Vierzylindermotoren von Ford of Britain und Morris Motor Company, speziell Ford Prefect (E 93 A), Ford Popular (100 E), Ford Anglia (105 E) und Morris Minor trieben die Fahrzeuge an.